# Masaru Kawasaki
Masaru Kawasaki (Japans: 川崎 優, Kawasaki Masaru) (Hiroshima, 19 april 1924 – Tokio, 29 november 2018) was een Japans componist, fluitist, muziekpedagoog en dirigent.

## Levensloop
Kawasaki studeerde aan de Tokyo Academy of Music, waar hij in 1949 zijn diploma behaalde. In 1965 en 1966 kon hij met een studiebeurs aan de Juilliard School of Music, in New York zijn compositiestudie bij Vincent Persichetti en Václav Nelhýbel voltooien.
Hij was docent compositie, muziektheorie en fluit aan de Tokoha Gakuen Universiteit, docent voor fluit en houtblazersensemble aan de Tokyo National University of Fine Arts and Music en hij was directeur van de Tokyo Symphonic Band. Verder behoorde hij tot het bestuur van de Vereniging van Japanse dirigenten voor harmonieorkesten. In de laatste jaren heeft hij zich op het componeren geconcentreerd, maar ook als dirigent en artistiek directeur van de fluitkoren "Musica Fiore" en "Musica Rosa".
Kawasaki was ook muzikaal directeur van de eerste "International Youth Musicale" in Shizuoka, Japan in 1979 en deed dat verder tot het 6e festival in 1994. Voor de uitvoering van eigen werken op de internationale Festliche Musiktage te Uster, Zwitserland, werd hij in 1971, 1974, 1977 en 1981 iedere keer als dirigent uitgenodigd.
Als componist schreef hij opera's, solo- en ensemblewerken, maar vooral verschillende buitengewone en richtinggevende werken voor harmonieorkesten. Hij is auteur van een boek over het arrangeren van muziek voor harmonieorkesten. Verder is hij auteur van talrijke artikelen in Japanse vakbladen voor harmonieorkesten.

## Composities

### Werken voor orkest
- 1955 Suite for Orchestra
- 1956 Suite Warabe-Uta voor koor en orkest
- 1957 Symphony on the thematic material inspired by Japanese folk songs
- 1997 Prayer music No.1 "Dirge"

### Werken voor harmonieorkest
- 1963 March lay of Hope
- 1966 March Forward for Peace
- 1966 Warabe-Uta for Symphonic Band
- 1969 March Expo' 70 (March Progress and Harmony)
- 1969 The Sketch of Pastoral Scenery
- 1971 Fantasy for Symphonic Band voor de Festliche Musiktage in 1971 in Uster, Zwitserland
- 1973 Suite for Symphonic Band voor de Festliche Musiktage in 1974 te Uster, Zwitserland
  1. Prologue
  2. Pastorale
  3. Intermezzo
  4. Perpetual mobile
  5. Epilogue
- 1974 Three little Fantasy on the thematic material inspired by Japanese children's song
  1. Rabbit
  2. Evening grow
  3. Wild goose
- 1975 Dirge: Prayer Music for Band Nr. 1
- 1976 Poem for Symphonic Band
- 1976 Poetic Tune
- 1977 Elegy: Prayer Music for Band Nr. 2
- 1978 Fireworks Music on Festival
- 1979 Romantic Episode voor de Festliche Musiktage in 1981 te Uster, Zwitserland
- 1982 Romance for Trumpet and Symphonic Band
- 1983 Jugendparade （March Dedicated to Cupid)
- 1986 Song of Hiroshima: Prayer music No.3 for Symphonic Band
- 1989 Der Alte im Märchenland
- Fantasy in Folk Song Style
- March Progress and Harmony

### Muziektheater

#### Opera's
| Voltooid in | titel                                       | aktes | première | libretto |
| ----------- | ------------------------------------------- | ----- | -------- | -------- |
| 1957        | 鷹の泉 Taka no Izumi (The Fountain of Hawk) |       |          |          |

### Werken voor koor
- 1956 Chorus "the Sea" voor gemengd koor
- 1973 Singing from the Bottom of my Heart voor gemengd koor
- 1975 Paean of Ocean Exposition
- 1977 Cherry Blossoms of Japan goor gemengd koor - tekst: Maria Hodgson

### Vocale muziek
- 1966 Mugon ka (Song Without Words)
- 1968 Tanpopo (Dandelion)
- 1973 Kozue (Treetop)

### Kamermuziek
- 1958 Sonate nr. 1 voor fluit en piano
- 1961 Sonate nr. 2 voor fluit en piano
- 1963 Essay on a Day voor fluit en piano
- 1965 Strijkkwartet in twee bewegingen
  1. Allegro
  2. Adagio ma non troppo
- 1972 Two Movements for flute
- 1973 Two Pieces for Flute
  1. Andantino
  2. Lento
- 1975 Warabe-Uta voor fluit en piano
  1. Lullaby
  2. Zui Zui Zukkorobashi
  3. Sunset
  4. Rabbit
  5. Grip your hand and open your hand
  6. When this day breaks
  7. Pass by
  8. Wild Goose
- 1984 Cantabile voor piano
- 1985 Uta-Vocalize Japanesque voor fluit en piano
- 1988 Nine Dodecaphonic Pieces voor twee fluiten - Exercises for twelve-tone music playing -
- 1990 La Lagrima voor fluit en piano
- 1991 Three Lyric Pieces voor fluit en piano
  1. Lullaby
  2. Aria
  3. serenade
- 1992 In the Depth of Night voor fluit en cello
- 1994 He Kisses the Flute voor fluit, sopraan en piano
- 1995 Fantastic Composition voor fluit en piano
- 1996 Invitation to the Rhythm voor fluit, slagwerk en piano
- 1998 Pretty Violinist voor viool en piano

### Werken voor fluitorkest en fluitenkoor
- 1984 Crystal voor fluitorkest
- 1986 Romantic Episode voor fluitorkest
- 1987 March Cupid voor fluitorkest
- 1992 La Storia dei fiori voor fluitenkoor (fluit 1, 2, 3, altfluit, basfluit)
  1. Crocuc
  2. Dont-forget me not
  3. Sweet pea
  4. Sun flower
- 1993 Two Pieces from Greek Myths voor fluitenkoor
  1. Seven maidens pursued by Orion
  2. Flowers born from the tears of Aphrodite
- 1994 Yuki-Onna voor fluitenkoor
- 1995 Fenice voor fluitenkoor
- 1996 Per gli amanti voor fluitenkoor
- 1997 Pinocchio voor fluitenkoor
- 1998 Composition for Flute Choir No. 1 "Hymn for Celesta"
  1. Prologue
  2. Dialogue
  3. Celestial Serenade
- 2000 Composition for Flute Choir No. 2 "Digital piano"
  1. A piece for Harpsicord in memory of Maestro Joaquin Rodorigo
  2. La Campana e il Canto